# Svatý Kryštof a Nevis
Svatý Kryštof a Nevis, plným názvem Federace Svatý Kryštof a Nevis, je ostrovní stát v Karibském moři v Malých Antilách (patří mezi Závětrné ostrovy).

## Etymologie
Ostrov Svatý Kryštof byl pojmenován podle Kolumbova křestního patrona (i když sám Kolumbus nejspíš ostrov nazval podle svatého Jakuba). Nevis je poangličtěná zkrácená verze španělského názvu Nuestra Señora de las Nieves, tj. „Panna Maria Sněžná“; toto jméno se vztahuje k zázraku, k němuž mělo dojít ve čtvrtém století v Římě.[zdroj?]

## Historie
Kolonie Svatý Kryštof byla založena roku 1623 Brity. Však hned od začátku bylo vlastnictví zpochybňováno Francouzi. Definitivně připadl ostrov Britům roku 1783. Během koloniálního období bylo na ostrov dovezeno mnoho afrických otroků. Z tohoto období pochází např. pevnost Brimstone Hill, která je jako jediná lokalita Svatého Kryštofa a Nevisu zapsána na seznam světového dědictví UNESCO. V letech 1871–1956 byl Svatý Kryštof součástí federace Závětrných ostrovů, následně krátké období Západoindické federace. Nezávislý stát vznikl v roce 1983. Souostroví je součástí Commonwealthu. V čele státu je král, který je zastupován generálním guvernérem. Národní shromáždění má 11 volených a 4 jmenované členy. Nevis má svůj vlastní zákonodárný orgán, který má 8 členů. Dnes je Svatý Kryštof a Nevis členem většiny karibských regionálních seskupení (např. Karibské společenství, Organizace východokaribských států, Východokaribská měnová unie, Regionální bezpečnostní systém). Většina obyvatel (86 %) jsou černoši, potomci afrických otroků. Přes 75 % obyvatelstva žije na Svatém Kryštofu.[zdroj?]

Vlajka Nevisu

### Neviský separatismus
Od vyhlášení nezávislosti Svatého Kryštofa a Nevisu existují snahy menšího ostrova Nevis o vyhlášení úplné samostatnosti, zdůvodňované hlavně ekonomickou diskriminací ze strany centrální vlády. Za tím účelem byla roku 1987 založena strana CCM (Concerned Citizens Movement), v jejímž čele stojí Vance Amory. V srpnu 1998 se jí podařilo dosáhnout vyhlášení referenda o odtržení Nevisu: z necelých dvanácti tisíc ostrovanů hlasovalo 61 % pro, ale podle ústavy byla k rozdělení státu nutná dvoutřetinová většina.

## Státní symboly

### Vlajka
Vlajka Svatého Kryštofa a Nevisu je tvořena listem o poměru stran 2:3, který je rozdělený na dvě části šikmým černým pruhem, lemovaným dvěma úzkými žlutými proužky. Žerďová část vlajky je zelená, vlající je červená. V černém pruhu jsou dvě bílé pěticípé hvězdy.

## Geografie
Hlavní město leží na větším ostrově Svatý Kryštof. Druhý ostrov Nevis je oddělen od Svatého Kryštofa průlivem. Oba ostrovy jsou obklopeny korálovými útesy. Podnebí je tropické. Vyšší svahy jsou pokryty tropickým lesem, nižší svahy jsou odlesněny a využívají se pro zemědělství.[zdroj?]

## Hospodářství
Hlavní plodinou je cukrová třtina, dále se pěstuje bavlna a ořechy. Velký podíl na zdroji příjmu má turismus. Na ostrovech je bezplatné vzdělání a vysoká úroveň gramotnosti. Ostrovy se chlubí velice kvalitní silniční sítí a trajektovou dopravou mezi ostrovy. Hlavním přístavem a centrem ekonomiky je hlavní město Basseterre.[zdroj?]

## Osobnosti
Nejslavnějším rodákem ze Svatého Kryštofa a Nevisu je atlet Kim Collins (* 1976), který se stal v roce 2003 mistrem světa v běhu na 100 metrů.
Na ostrově Nevis se narodil americký politik Alexander Hamilton, hrdina Války za nezávislost.